# 柯蒂斯·馬里安
柯蒂斯·W·馬里安（英語：Curtis W. Marean，1960年7月23日—）是亞利桑那州立大學的考古學教授。
在2010年《科學美國人》的一篇文章中，馬里安解釋了解剖學上的現代人是如何在距今19.5萬—1.23萬年前的MIS 6冰河期間存活下來的。在這段期間，海平面下降了100多公尺，南非阿古哈斯海岸的斜坡變成了一片平原，人類可以在平原上依靠貝類和海水的沖刷生存。
他目前是亞利桑那州坦佩人類起源研究所的副所長。

## 外部連結
- . Google Scholar.   [2 March 2015]. （原始内容存档于2019-12-22）.